# Ларанжал (Парана)
Ларанжал (порт. Laranjal) — муниципалитет в Бразилии, входит в штат Парана. Составная часть мезорегиона Юго-центральная часть штата Парана. Входит в экономико-статистический микрорегион Питанга. Население составляет 7364 человека на 2006 год. Занимает площадь 559,505 км². Плотность населения — 13,2 чел./км².

## Статистика
- Валовой внутренний продукт на 2003 год составляет 30 612 067,00 реалов (данные: Бразильский институт географии и статистики).
- Валовой внутренний продукт на душу населения на 2003 год составляет 4241,07 реалов (данные: Бразильский институт географии и статистики).
- Индекс развития человеческого потенциала на 2000 год составляет 0,651 (данные: Программа развития ООН).